# Тхулунґ
Тхулунґ — мова групи Кіранті, якою розмовляють на території Непалу і Сіккіму. Також мова відома як тхулунґ-раї, тхулу-лува, тхулулоа, тхулунґ-ла, тхулунґ-джему, тоаку-ла. Число носіїв 33 313.